# عبد الحفيظ تاسفاوت
عبد الحفيظ تاسفاوت لاعب كرة قدم جزائري سابق، ولد يوم 11 فبراير 1969 بمدينة وهران الجزائرية، كان قائدا للمنتخب الجزائري لمدة 5 سنوات، من أفضل اللاعبين الجزائريين، العرب والأفارقة في التسعينات ويعتبر تاسفاوت ثاني أحسن هداف لمنتخب الجزائر لكل الأوقات بـ35 هدف.

## إنجازات اللاعب

### شخصية
- أحسن هداف البطولة الجزائرية عام 1992 مع نادي مولودية وهران بـ17 هدف.
- أحسن هداف البطولة الجزائرية عام 1993 مع نادي مولودية وهران بـ17 هدف.
- ثاني أحسن هداف لمنتخب الجزائر في كل الأوقات بـ35 هدف.

### مع النوادي
- بطل الدوري الجزائري مرتين عام 1992 و1993 مع مولودية وهران.
- بطل الدوري الفرنسي عام 1996 مع نادي أوكسير.
- بطل كأس فرنسا عام 1996 مع نادي أوكسير.
- وصيف بطل كأس فرنسا عام 1997 مع نادي غينغان.

### معمنتخب الجزائر
- بضياف عاطف عو استاذ مختص في الاعلام والاتصال ، نشاة في اسرة فقيرة ، في حي شعبي اسمه قماص بمدينة قسنطينة ، تحصل على شهادة البكالويا ثم شهادة ليسانس ثم شهادة الماجستر وهو مسجل دكتوراه بجامعة قسنطنية 3
- تأثر بالفكر اليوناني القديم وله ابحاث طور النشر في مجال تخصصه الاتصال والعلاقات العامة
- زار الكثير من الدول الاوربية والعربية

## روابط خارجية
- عبد الحفيظ تاسفاوت على موقع الاتحاد الدولي (مؤرشف)  (الإنجليزية)
- عبد الحفيظ تاسفاوت على موقع قاعدة بيانات كرة القدم.إي يو (الإنجليزية)
- عبد الحفيظ تاسفاوت على موقع ناشيونال فوتبول تيمز (الإنجليزية)
- عبد الحفيظ تاسفاوت على موقع عالم كرة القدم.نت (الإنجليزية)
- عبد الحفيظ تاسفاوت على موقع كووورة